# Procema
Procema București este o companie producătoare și distribuitoare de oțel-beton din România.
A fost înființată ca societate pe acțiuni în 1998, în urma privatizării fostului Institut de Cercetare, Proiectare și Producție Experimentală în domeniul Construcțiilor și Materialelor de Construcții.
Compania, înființată în anul 1949, produce și distribuie oțel fasonat, plase sudate și carcase piloți.
Firma comercializează și materiale de construcții, oferind - totodată - proiectare, consultanță și management, expertiză în sectorul construcțiilor și soluții de consolidare.
Firma deține un laborator propriu de verificare a produselor, acreditat RENAR.
În perioada 1972 - 2005, Procema a editat trimestrial „Revista Română de Materiale”, serie nouă a revistei „Materiale de Construcții”, publicație științifică bilingvă în domeniul materialelor oxidice, având 36 ani de apariție neîntreruptă.
Număr de angajați:
- 2009: 129[4]
- 2008: 256[4]

Cifra de afaceri:
- 2009: 134 milioane lei[2]
- 2007: 207,3 milioane lei[2]
- 2005: 41 milioane lei (11,3 milioane euro)[1]